# Brett Chukerman
Brett Charles Chukerman (* 1. August 1981 in Chicago, Illinois) ist ein US-amerikanischer Schauspieler.
Bekannt wurde Chukerman vor allem durch sein Mitwirken in Independent-Filmen mit homosexuellem Inhalt. Im Jahr 2000 spielte er eine Hauptrolle in dem Kurzfilm Crush und hatte danach bedeutende Rollen in den Filmen Eating Out 2: Sloppy Seconds und Chance’ Highschool Abenteuer.

## Filmografie (Auswahl)
- 2000: Crush
- 2001: Boys to Men
- 2001: Return to Innocence
- 2001: Undressed - Wer mit wem? (Undressed) Fernsehserie
- 2006: Eating Out 2: Sloppy Seconds
- 2006: Chance’ Highschool Abenteuer (The Curiosity of Chance)
- 2008: Fall of Hyperion